# Theodora Angelovna
Theodora Angelovna (1180/1185? – 23. června 1246, Kahlenberg) byla rakouská vévodkyně a příbuzná byzantského císaře Izáka II.

## Život
Theodora byla snad vnučkou či praneteří byzantského císaře a po jeho dočasném návratu na byzantský trůn v létě roku 1203 se rakouský vévoda Leopold VI., nadšený bojovník proti kacířům rozhodl znovu spojit svůj rod s byzantskou dynastií.
Velkolepá svatba se konala již koncem roku 1203 ve Vídni a Leopold musel zažádat o papežskou dispenz, jež by zrušila předchozí zasnoubení s dcerou českého krále Přemysla Otakara I. Papež se změnou sňatkového plánu souhlasil až na začátku ledna 1204 a krátce poté prosákla informace o palácovém převratu v Konstantinopoli a Izákově smrti.
Theodora dala svému choti sedm potomků a často se musela smiřovat s jeho nepřítomností, když harcoval po bojištích evropského kontinentu a Svaté země. Roku 1226 se proti vévodovi vzbouřil syn Jindřich a obsadil Hainburg odkud svou matku vyhnal „s hanbou a nadávkami“.
Leopold zemřel roku 1230 a vlády nad Rakouskem se ujal syn Fridrich, který měl neobyčejný dar se znepřátelit se všemi sousedními zeměmi. Po roce 1233 přestal respektovat mírové smlouvy a znovu se dostal do sporu se sousedy. Matce Theodoře zabavil vdovský majetek a ta byla nucena hledat azyl nejprve v českém království na dvoře krále Václava I. a poté na dvoře císaře. Nezdárný syn jí údajně ohrožoval i na osobní svobodě.
Zbytek života strávila Theodora jako jeptiška v Kahlenbergu a zemřela týden po Fridrichově smrti v bitvě na Litavě. Byla pohřbena v klášteře Klosterneuburg.